# Ben Taieb
Ben Taieb (àrab: ابن الطيب, Ibn aṭ-Ṭayyib; amazic: ⴱⵏ ⵟⵢⵢⴱ) és un municipi de la província de Driouch, a la regió de L'Oriental, al Marroc. Segons el cens de 2014 tenia una població total de 14.257 persones.